# Лінні Мейстер
Лінні Ірен Мейстер (народилася 4 грудня 1985) — норвезька гламурна модель, поп-співачка та секс-блогерка т журналу FHM яка живе в Осло. Батько Лінні — німецько-норвезького походження, а мати — зі Шрі-Ланки.  Мейстер виросла у Слепендені в Берумі.  Мейстер вперше отримала популярність у нині неіснуючій Team Aylar, яка була групою гламурних моделей, включаючи Еліту Лефблад і Айлар Лі.  Ім'я Мейстер стало відомим, коли вона була учасницею «Джокера» в норвезькому реаліті-шоу Robinsonekspedisjonen 2007, де вона посіла четверте місце і багато згадувалась у ЗМІ.  Мейстер найбільше відома за кордоном своїм музичним синглом «My Ass», який був випущений як реклама комедійного фільму жахів «Мертвий сніг».  У музичному відео Мейстер у деяких частинах з'являється оголеною, що викликало ажіотаж у ЗМІ.

## Телебачення
Між 2008 і 2009 роками Мейстер мала власний розважальний слот у молодіжній програмі TV2 Waschera , у якій вона випробувала різні професії. В одному з епізодів Мейстер вчиться бути стриптизеркою, що набуло широкого розголосу в Норвегії.  З 2010 року вона має власне телевізійне шоу на TV2 Bliss під назвою Linni , яке розповідає про її життя гламурної моделі.

## Музична кар'єра
Мейстер почала співати в ранньому дитинстві, а в сім років почаоа займатися хором.  Її професійна музична кар'єра почалася влітку 2007 року після її участі в Robinsonekspedisjonen 2007, коли вона записала кавер-версію пісні «Destiny's Child Survivor», яка була випущена C+C Records. Проте її розкритикували критики, серед яких головна норвезька газета VG.  Наступного року вона записала «Where My Limo At», іронічну пісню про життя в центрі уваги, а в травні 2009 року випустила музичний сингл «My Ass», який потрапив у список 100 найбільши продаваних синглів Норвегії у магазині iTunes Store. «My Ass» був випущений як саундтрек для норвезького фільму « Мертвий сніг», а музичне відео, де Лінні з'являється оголеною, привернуло додаткову увагу як для неї, так і для самого фільму.